# Cá sấu Philippines
Cá sấu Philippines (danh pháp khoa học: Crocodylus mindorensis) là một loài cá sấu trong họ Crocodylidae. Loài này được Schmidt mô tả khoa học đầu tiên năm 1935.

## Hình ảnh

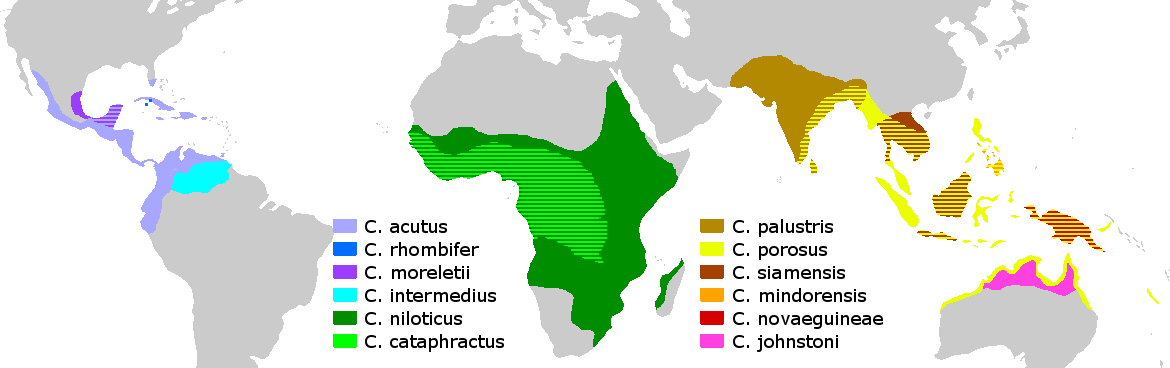
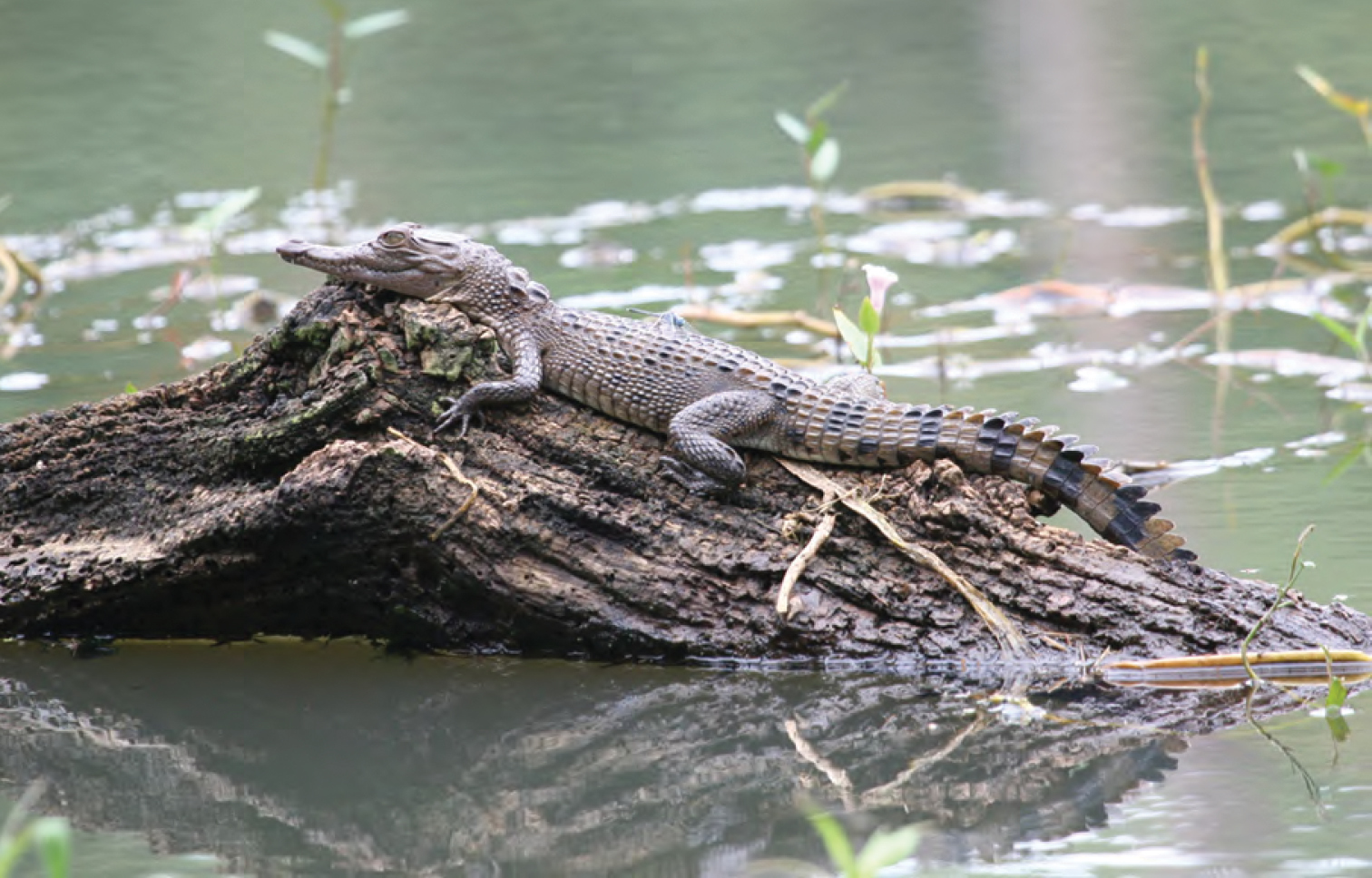
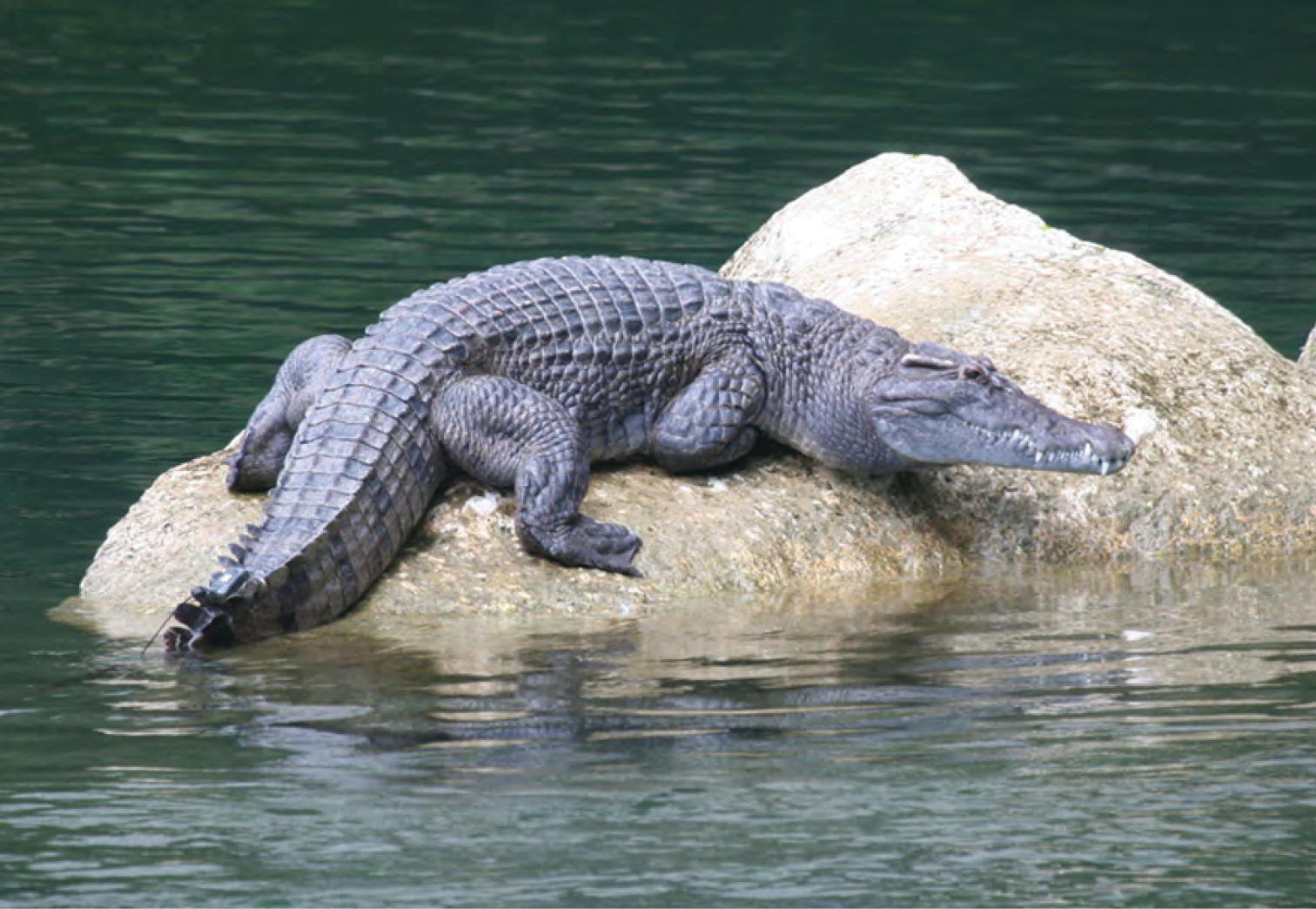
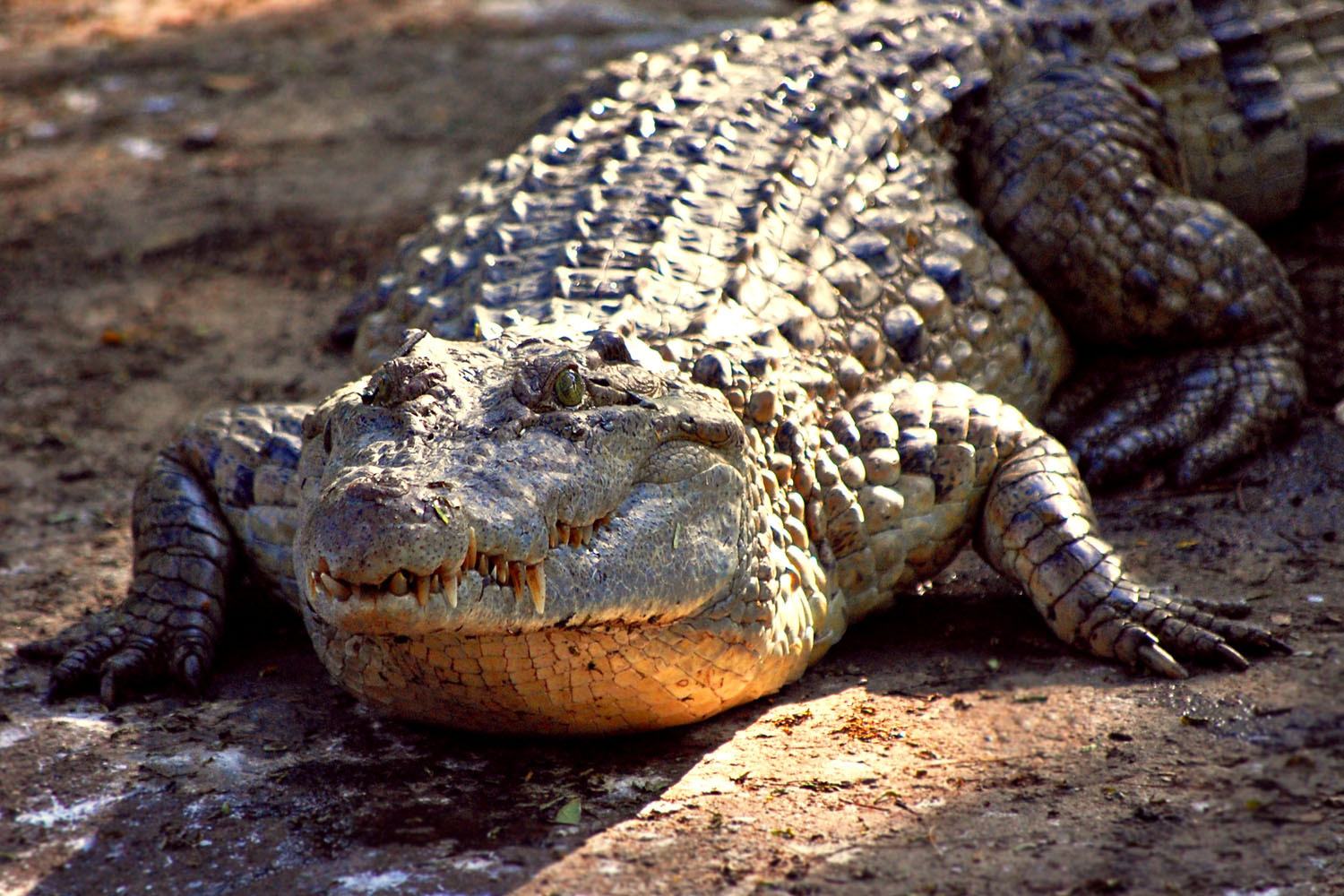